# الملعب البلدي بحمام الأنف
الملعب البلدي بحمام الأنف ملعب رياضي لكرة القدم يقع بضاحية حمام الأنف جنوب مدينة تونس.
تبلغ طاقة استيعابه 8000 متفرج ويحتضن مباريات النادي الرياضي لحمام الأنف.